# SMA Engines
SMA (Société de Motorisations Aéronautiques), filiale du groupe Safran, était un fabricant français de moteur Diesel à pistons, fonctionnant au kérosène et spécifiquement conçus pour l'aviation légère. Elle était basée à Bourges et employa jusqu'à 80 personnes.
SMA Engines Inc. est la filiale de SMA aux États Unis, sise 2805 Safran Drive, Grand Prairie, TX 75052 United States.
Les moteurs sont toujours produits par Safran Aircraft Engines sous la marque SMA.

## Historique

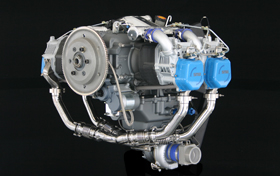
Moteur SMA SR305-230.

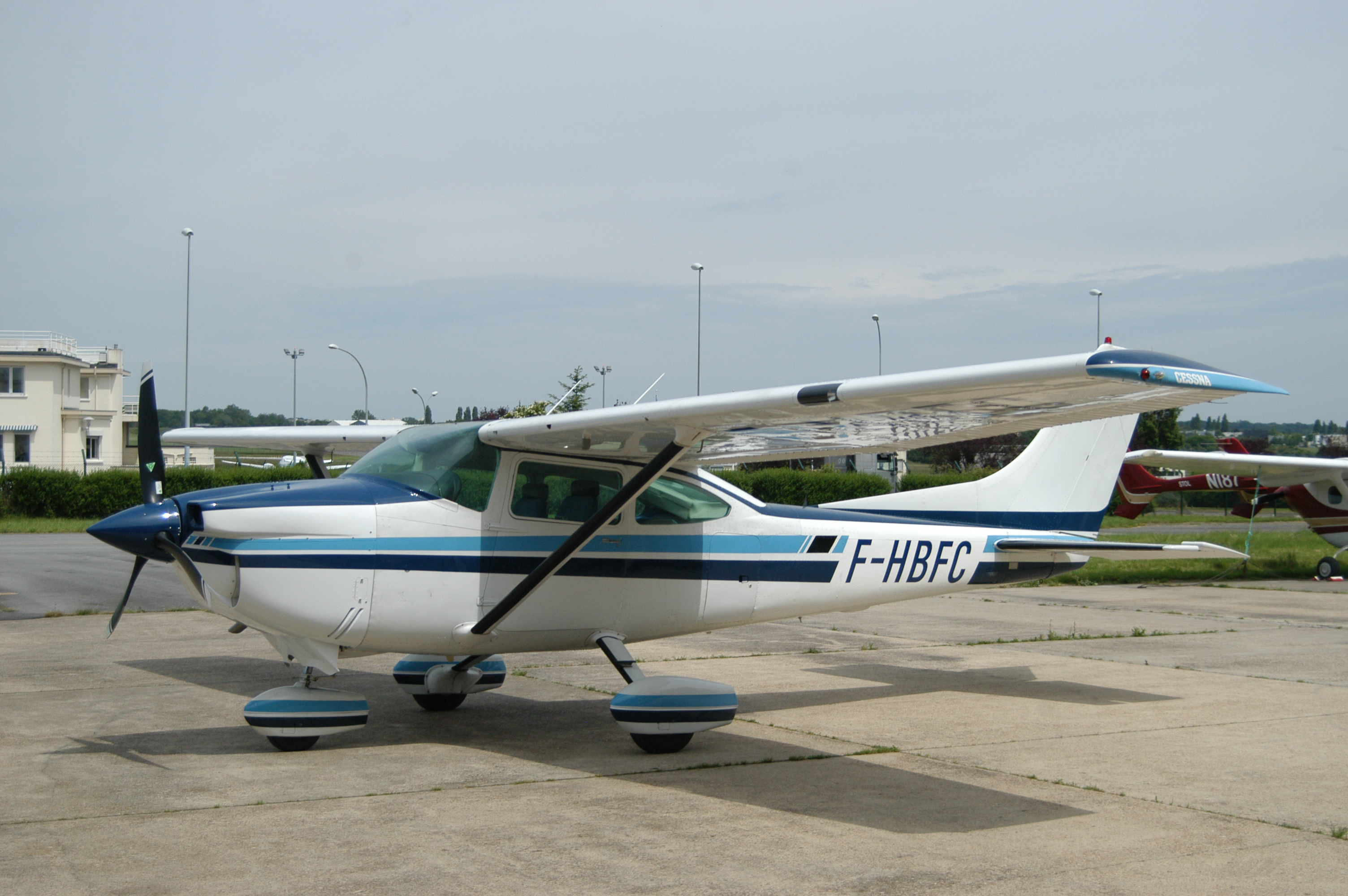
Cessna 182 équipé du moteur SMA SR305-230.

La société SMA est créée en 1997 par l'Aérospatiale et Renault Sport pour développer un moteur Diesel pour l'aviation légère. Elle est rachetée à 100 % par le groupe Safran, permettant à ce dernier de disposer d'une gamme complète de motorisation pour l'aviation, toutes catégories confondues.
Le premier moteur SR305-230 est certifié en Europe le 20 avril 2001. L'adaptation de ce moteur sur Cessna 182 modèles M, N, P, Q et R est certifiée par STC en Europe en 2003 (STC EASA.A.S.00774).
En 2006, la filiale américaine SMA Engines Inc. publie un STC similaire pour les Cessna 182 Q et R auprès de la Federal Aviation Administration (FAA STC SA03302AT).
Un moteur amélioré SR305-230E (E pour Enhanced, amélioré en anglais), de même cylindrée et puissance nominale, est certifié en 2011. Ce moteur est retenu par Cessna (Textron Aviation (en)) pour une nouvelle version du C182, le Turbo Skylane JT-A, présenté au salon EAA Airventure d'Oshkosh en août 2012. Ce programme est ensuite suspendu en 2015.
Un Delfin C-09 quadriplace métallique motorisé par le moteur SR305-230, est présenté par la société Одесавиаремсервис au salon de Kiev en octobre 2012.
Depuis 2016, une évolution du STC EASA 10013975 (ancien numéro STC EASA.A.S.00774) permet l'installation du nouveau moteur SR305-230E. L'avion F-GXAF est présenté avec cette évolution au salon AERO Friedrichshafen en avril 2016. Simultanément, SMA annonce un accord de développement avec la société Soloy Aviation Solutions USA d'un STC amélioré.
Lors du salon AERO Friedrichshafen d'avril 2017, Diamond Aircraft présente un DA50-V incorporant le moteur Safran-SMA SR305E, décliné en deux puissances, 230 et 260 chevaux.
Été 2017, l'usine de Bourges est transférée sur le site de Villaroche, dans le complexe historique de Safran Aircraft Engines.
La société SMA disparaît au premier janvier 2018, après sa fusion au sein de la société Safran Aircraft Engines, qui reprend l'intégralité des produits et services, comme en témoigne l'agrément de production délivré par l'OSAC.
En septembre 2020 est annoncée la vente de SMA à la société de services aéronautiques Röder Group basée à Egelsbach près de Francfort-sur-le-Main.

## Production
La société ne produit actuellement qu'un seul moteur, le SR305-230E, qui peut équiper le Cessna 182, le Socata TB-20 ou des avions similaires.
Une version moteur développant 260 chevaux est en cours de certification pour le DA50-V de Diamond Aircraft.
Un nouveau moteur 6-cylindres SR460 de 460 cubic inches (pouces cubes) développant 330 à 400 ch extrapolé du SR305 en cours de développement,, a été annoncé au salon AERO Friedrichshafen de 2013.

### Descriptif moteur
Le moteur SR305-230E est un Diesel 4-temps à injection directe de 4-cylindres à plat à allumage par compression, avec un turbocompresseur spécifiquement développé pour l'aviation.
La cylindrée de 305 cu.in., soit environ 5 000 cm3, donne son nom au moteur. Il développe une puissance continue de 230 ch à 2 200 tr/min.
Le moteur est doté d'une injection mécanique commandée électroniquement (ce n'est pas un FADEC) permettant un pilotage mono-manette simplifié par rapport aux moteurs à essence traditionnels. L'hélice tourne à vitesse constante de 2 200 tr/min dans les différentes phases de vol (décollage et croisière), ce qui est favorable au rendement et limite le bruit.
Reflétant la requête du pilote, une seule manette commande au travers de l'assistance électronique (Engine Control Unit - ECU) la quantité de carburant injectée, avec les limitations nécessaires en fonction de l'altitude et de la température, tout en optimisant la consommation de carburant dans tout le domaine de vol, sans requérir une attention particulière. La puissance délivrée par le moteur est indiquée au pilote par la pression d'admission, ce qui préserve les habitudes acquises avec les moteurs à essence traditionnels.
En cas de difficulté électrique ou électronique, la commande du moteur peut être intégralement reprise manuellement, toujours avec la même mono-manette, mais exige alors plus d'attention du pilote pour ne pas excéder les limitations certifiées dans la TCDS.